# فيكتور فالديز (لاعب كرة قدم)
فيكتور فالديز (بالإنجليزية: Victor Valdez) هو لاعب كرة قدم أمريكي، ولد في 6 أبريل 2004 في سانتا آنا في الولايات المتحدة.